# Yekaterina Trendafilova
Yekaterina Trendafilova (en búlgaro: Екатерина Трендафилова; nacida el 20 de junio de 1953 en Sofía) es una jueza búlgara que sirvió como jueza de la Corte Penal Internacional entre 2006 y 2015. Desde 2016 es presidenta del Tribunal Especial para Kosovo.

## Biografía
Con anterioridad a su nombramiento en la CPI fue catedrática de derecho penal en la Universidad de Sofía y fiscal de distrito en el Tribunal de Primera Instancia de Sofía.
Trendafilova fue nombrada para la CPI el 11 de marzo de 2006. Sirvió como la jueza que presidía la Sala Preventiva II.
Junto con los jueces Hans-Peter Kaul y Cuno Tarfusser, Trendafilova tomó la decisión histórica que llevó a juicio al presidente Uhuru Kenyatta, su segundo William Ruto, al anterior jefe del Servicio Civil Francis Muthaura y al periodista Joshua Cantó en enero de 2012.
En febrero de 2015, Trendafilova y Tarfusser disintieron de sus colegas de la Sala Preventiva II en su decisión de apoyar la absolución del líder de la milicia Mathieu Ngudjolo Chui por enviar a luchadores que destruyeron el pueblo de Bogoro en el Congo oriental en 2003, violando y macheteando a muerte a unas 200 personas, incluyendo niños. La sentencia original de 2012 había sido sólo el segundo veredicto en la historia del tribunal y la primera vez que había absuelto a un sospechoso. Tanto Tarfusser como Trendafilova argumentaron que la sala de apelaciones tendría que haber ordenado un nuevo juicio debido a los errores del tribunal de primera instancia, señalando que "se ignoraron pruebas decisivas."